# Hyophila guaraya
Hyophila guaraya är en bladmossart som beskrevs av Theodor Carl Karl Julius Herzog 1916. Hyophila guaraya ingår i släktet Hyophila och familjen Pottiaceae. Inga underarter finns listade i Catalogue of Life.